# Mike Naumenko
Mike Naumenko (in russo Майк Науменко?, Majk Naumenko), pseudonimo di Michail Vasil'evič Naumenko (Leningrado, 18 aprile 1955 – Leningrado, 27 agosto 1991), è stato un cantautore e chitarrista sovietico, leader e fondatore del gruppo Zoopark.
Il quotidiano Gazeta lo ha nominato "una delle persone più significative del rock russo".

## Biografia

### Primi anni
Michail Naumenko nacque il 18 aprile 1955 da una famiglia di intellettuali di Leningrado: il padre Vasilij Grigor'evič (1918-2007) insegnava all'Università statale di architettura e ingegneria civile di Leningrado (LISI), mentre la madre Galina Florent'evna Naumenko-Brajtigam (1922-2010) era una bibliotecaria. La passione di Naumenko per la musica nacque quando ascoltò per la prima volta i Beatles. In seguito, il suo stile fu fortemente influenzato da Chuck Berry, Bob Dylan, Marc Bolan, Lou Reed e molti altri. Dichiarò di aver "sempre amato il lavoro di Iosif Brodskij".
Iniziò a scrivere canzoni durante gli anni della scuola, dopo che sua nonna gli regalò una chitarra. Inizialmente componeva in inglese, lingua della quale aveva una buona padronanza grazie agli studi in una scuola speciale. Proprio in quell'istituto ricevette il soprannome "Mike" che secondo l'ex moglie Natal'ja gli fu dato per la prima volta dal suo insegnante di inglese. I primi testi in russo risalgono al 1972 e furono influenzati da Boris Grebenščikov. Oltre alla musica, nutriva un interesse per la costruzione di modellini di aerei, la lettura di racconti polizieschi sovietici e la traduzione dall'inglese.
Dopo la scuola, su insistenza del padre, si iscrisse al LISI, ma abbandonò gli studi dopo il quarto anno. Lavorò quindi come tecnico del suono al Bol'šoj teatr kukol e successivamente come guardiano, continuando nel frattempo a dedicarsi alla musica.

### Inizio della carriera musicale
Per molto tempo Mike suonò il basso in diverse band poco conosciute di Leningrado. All'inizio del 1977 ebbe una breve esperienza con il gruppo Sojuz ljubitelej muzyki rok di Vladimir Kozlov. Tra il 1977 e il 1979 collaborò con gli Akvarium di Boris Grebenščikov, con il quale registrò l'album acustico Vse brat'ja – sëstry (Все братья – сёстры). Per la registrazione, realizzata con un registratore a nastro Majak-202 sulla riva della Neva, si avvalsero degli unici strumenti che avevano: una chitarra acustica, un'armonica e delle percussioni. Sebbene la qualità sonora fosse molto diversa dagli standard di uno studio di registrazione, ma molte delle canzoni incise in quel periodo divennero in seguito dei successi. Naumenko collaborò più volte con i musicisti degli Akvarium sotto il nome umoristico di "Vokal'no-instrumental'naja gruppirovka imeni Čaka Berri" con un repertorio di rock and roll classico. Nell'estate del 1979 partì per un tour nelle cittadine dell'oblast' di Vologda come membro dei Kapital'nyj remont. Continuò a provare con loro fino all'autunno dello stesso anno, per poi intraprendere la carriera solista, eseguendo le proprie canzoni accompagnato dalla chitarra.
Nell'estate del 1980, con il supporto di Grebenščikov e del chitarrista Vjačeslav Zorin, registrò l'album Sladkaja N i drugie (Сладкая N и другие) nello studio del Bol'šoj teatr kukol. Delle 32 canzoni registrate, solo 15 sono state incluse nell'album, che andò rapidamente esaurito a Mosca. Quella stessa estate si esibì in diversi concerti, guadagnando crescente notorietà, e partecipò al festival rock acustico all'Olimpijskij di Mosca.

### Zoopark
Nell'autunno del 1980, Mike Naumenko decise di formare una propria band. Tramite Michail Fajnštejn-Vasil'ev entrò in contatto con i musicisti del gruppo studentesco "Proščaj, čërnyj ponedel'nik", un power trio composto dal chitarrista Aleksandr Chrabunov, dal bassista Nikolaj Alekseev e dal batterista Andrej Danilov. Sebbene il gruppo fosse orientato verso l'hard rock e l'heavy metal, generi non del tutto in linea con la visione musicale di Mike, si sviluppò un'intesa reciproca. Nacque così il gruppo Zoopark (Зоопарк). Poco dopo, Alekseev decise di proseguire nel proprio genere musicale e fu sostituito da Il'ja Kulikov dei Krasnye maki.
Il gruppo iniziò le prove nel novembre 1980 e debuttò il febbraio successivo in una pista da ballo di periferia. In primavera fu ammesso al Leningradskij rok-klub, dove si esibì per la prima volta nel maggio dello stesso anno con un programma interamente composto da canzoni di Naumenko. Il pubblico reagì in modo acceso, suscitando sia entusiasmo che controversie.
Il 9 dicembre 1980, appresa la notizia dell'omicidio di John Lennon, Naumenko lasciò la casa dei genitori e si trasferì nell'appartamento n. 18/1 in via Borovaja, dove viveva al settimo piano la sua futura moglie, Natal'ja Korablëva. Il 17 aprile 2016, i fan di Naumenko posero una targa commemorativa non autorizzata all'indirizzo. Nel dicembre 2020, la sua stanza fu trasformata in un piccolo museo.
Nell'estate del 1981, Mike si esibì da solista al Festival della canzone d'autore di Riga.
Nel marzo 1982, suonò un assolo di chitarra nella canzone Kogda-to ty byl bitnikom di Viktor Coj durante il concerto di debutto al Leningradskij rok-klub dei Kino, gruppo con cui mantenne per anni un rapporto di amicizia e collaborazione artistica.
Non potendo produrre le sue canzoni in versione elettrica da studio, nel giugno 1982 Mike registrò il suo secondo album da solista, LV, presso lo studio dell'istituto teatrale.
Con gli Zoopark, Mike si esibì in concerti in tutta l’URSS. Come scrisse Andrej Burlaka, "a un certo punto divenne la band più attiva del Rock Club e forse dell'intero paese".

### Ultimi anni e morte
A causa delle numerose tournée, gli Zoopark ridussero i concerti e Mike Naumenko iniziò a risentire di problemi di salute, aggravati da difficoltà domestiche e dall’abuso di alcol. La situazione peggiorò ulteriormente quando sua moglie lo lasciò; il divorzio fu ufficialmente finalizzato il 15 agosto 1991, poco prima della sua morte. Nel frattempo, le sue capacità motorie nella mano sinistra si deteriorarono drasticamente, rendendogli sempre più difficile suonare la chitarra.
Il batterista Valerij Kirilov ha scritto nelle sue memorie:
Nel gennaio 1990, Naumenko si esibì da solista al festival Rok-akustika di Čerepovec, ma senza successo.
Il 14 marzo 1991 salì per l'ultima volta sul palco di Leningrado, eseguendo il suo Prigorodnyj bljuz insieme ai musicisti degli Akvarium, durante il festival allo Jubilejnyj per il decimo anniversario del Leningradskij rok-klub.
Il suo ultimo concerto con gli Zoopark si tenne nel giugno 1991 a Svetlogorsk, in Bielorussia. Il 15 agosto, nell'anniversario della morte di Viktor Coj, si esibì per l’ultima volta in un concerto casalingo nel suo appartamento comunitario in via Borovaja.
Morì il 27 agosto 1991, nel suo appartamento, a causa di un'emorragia cerebrale provocata da una frattura alla base cranica. Fu sepolto nel cimitero Volkovskoe di Leningrado.

## Formazione
Mike si avvicinò alla musica durante gli anni scolastici, influenzato in gran parte dalla sorella maggiore. I primi gruppi che catturarono la sua attenzione furono i Rolling Stones, i Beatles e i Jefferson Airplane. Inoltre, collezionava articoli occidentali su band e artisti come T. Rex, The Doors e David Bowie.
Poco si sa del suo lavoro antecedente agli Zoopark: ancora studente, compose canzoni in inglese, ma non riuscì mai a inciderle. È considerato il primo in URSS a combinare la tradizione del rock anglo-americano con testi ispirati al realismo quotidiano sovietico.
La formazione della personalità musicale di Mike fu influenzata anche dalla sua vicinanza all'artista di Leningrado Tat'jana Apraksina, la cui presenza si riflette in molte sue canzoni, tra cui Sladkaja N, Esli budet dožd', Bljuz tvoej reki e Utro vdvoëm Secondo il critico Aleksandr Kušnir, nell'antologia 100 magnitoal'bomov sovetskogo roka, Mike rivelò in un'intervista di aver dedicato a lei tutte le sue canzoni.
La tappa successiva nel suo percorso creativo fu la formazione degli Zoopark, di cui fu voce, autore principale e leader fino alla morte.
Poiché Naumenko non aveva spiccate doti vocali, eseguiva le sue canzoni in forma recitativa. Divenne noto per i testi ironici e satirici, spesso scritti in prima persona. Tuttavia, secondo lo stesso autore, ciò non significava che egli si identificasse necessariamente con i personaggi narranti delle sue canzoni. Molti dei suoi testi erano traduzioni o adattamenti di brani occidentali, in particolare di Bob Dylan, Lou Reed e T. Rex, talvolta mantenendo anche la melodia originale. Nel contesto sovietico, la questione del plagio non si poneva, e la sensibilità di Mike verso questo approccio sembrava piuttosto un tentativo di assimilare e reinterpretare una tradizione musicale e poetica straniera in chiave russa.
Secondo l'amico di Mike e manager degli Zoopark Vsevolod Grač, "L'ultimo pezzo forte che ha scritto è stato Vystrely. È una specie di requiem per se stesso, è del 1987.”
Molte canzoni scritte da Naumenko sono state eseguite da altri artisti tra cui Akvarium, Kino, Čajf, Sekret, Krematorij, Čiž & Co, Alisa, Nol', Sobaki Kačalova, Naiv, Va-Bankʺ, Kirpiči, Leningrad, Zemfira, Oazis Ju, Ol'ga Aref'eva, Zveri, Zapovednik e Psicheja.
Naumenko lasciò numerose traduzioni inedite di libri sulla musica occidentale e di opere letterarie, tra cui Illusioni: Le avventure di un messia riluttante di Richard Bach, un testo che influenzò profondamente la sua visione del mondo. Era interessato anche alla fantascienza e, insieme alla sorella Tat'jana, tradusse il romanzo Next of Kin di Eric Frank Russell, pubblicato nel 1993 dalla casa editrice Severo-Zapad.

## Discografia

### Album solisti
- 1978 – Vse brat'ja — sëstry (con Boris Grebenščikov)
- 1980 – Sladkaja N i drugie
- 1982 – LV

### Zoopark
- 1981 – Blues de Moscou
- 1983 – Uezdnyj gorod N
- 1984 – Belaja polosa
- 1991 – Muzyka dlja fil'ma
- 2000 – Illjuzii
- 2000 – W
- 2021 – DK MĖLZ 8 aprelja 1988. Prem'era fil'ma «Assa»

### Album dal vivo
- 1980 – Majk i Akvarium. 25 oktjabrja 1980. Moskva
- 1982 – Koncert v Dolgoprudnom, 12 nojabrja 1982 goda (con Aleksandr Donskich e Sergej Ryženko)
- 1983 – Koncert v NII im. Karpova (Moskva), osen' 1983 goda
- 1984 – Koncert v kafe «Čajka», nojabr' 1984 goda, Novosibirsk (con Jurij Naumov)
- 1985 – Žizn' v Zooparke
- 1985 – Koncert u Jurija Garanina (Gžel'), 1 oktjabrja 1985 goda (con Sergej Ryženko)
- 1986 – Koncert u Vadima Surovceva-Butova (Moskva, Caricyno). 12 janvarja 1986 goda
- 1986 – Čast' mira, kotorogo net. Koncert u Pavla Ševelëva (Moskva, Koptevo) 1 dekabrja 1986 goda
- 1987 – Majk doma 11 janvarja 1987 goda (Leningrad) (noto anche come Majk na Petrogradskoj storone)
- 1987 – Podol'sk-87 (concerto dei Zoopark, pubblicato nel 2012)
- 1988 – Koncert v kafe «Globus» (Kirov), fevral' 1988 goda
- 1996 – Vesna-leto (Majk e Coj)
- 1996 – 12–13 janvarja 1985 goda, Moskva (con Viktor Coj)
- 1997 – Kvartirnik (con Sergej Ryženko)
- 1998 – Majk Naumenko. Viktor Coj (con Viktor Coj)
- 1998 – Ispolnenie razrešeno (con Boris Grebenščikov e Viktor Coj)
- 2009 – Leningrad 1984 (con Viktor Coj)

### Tributi
- 1993 – Pesni Majka
- 1998 – Park MAJKskogo perioda
- 2000 – ReMajk (Aleksandr Donskich von Romanov e Zoo-park)
- 2001 – Rom i pepsi-kola (Dmitrij Dibrov e Antropologija)
- 2005 – Trib'jut Majku Naumenko, 50 let. Uezdnyj gorod N 20 let spustja
- 2016 – Pesni prostogo čeloveka
- 2018 – Zveri v zooparke (Zveri)

## Influenza culturale
- Nel 1990 è uscito un film documentario dedicato a Mike Naumenko, Bugi-vugi každyj den', diretto da Aleksandr Kiselev.[1]
- Naumenko è uno dei personaggi principali del film Summer (2018) di Kirill Serebrennikov, ed è stato interpretato dal leader degli Zveri Roman Bilyk. La pellicola, presentata in concorso al Festival di Cannes 2018, ha vinto il Cannes Soundtrack Award.[21]